# Mechtild Rössler
Mechtild Rössler (Ludwigshafen, Alemania, 11 de junio de 1956) es una geógrafa alemana, la Directora del Centro del Patrimonio Mundial de la Unesco.

## Formación
Mechtild Rössler es licenciada y máster en geografía cultural (1978-1984). Realizó sus estudios en  la Universidad de Friburgo (Alemania). Obtuvo el título de Doctor en Filosofía, de la Facultad de Ciencias de la Tierra, en la Universidad de Hamburgo (Alemania), en 1988.

## Inicio de su vida profesional
En 1989, se incorporó al CNRS en el Centro de Investigación de la "Cité des Sciences et de L'Industrie" (París, Francia). Entre 1990 y principios de 1991, trabajó como becaria visitante, de geografía, investigación de área y planificación espacial, en la Universidad de California en Berkeley, EE. UU., en el Departamento de Geografía. 

## Alta funcionaria de la UNESCO
En 1991 comenzó a trabajar en la sede de la Unesco, en París, en la División de Ciencias Ecológicas. Allí trabajó como experta en patrimonio natural. Luego se trasladó al, recién creado, Centro de Patrimonio Mundial de la Unesco. Durante nueve años, ocupó diferentes cargos, como Especialista de Programa de Patrimonio Natural y Paisajes Culturales (1993-2001).
Se desempeñó como Jefa de Sección para  Europa y América del Norte (2001-2010), Jefa de la Sección de Política y Reunión Estatutaria (2010-2013), Directora Adjunta del Centro del patrimonio mundial (2013-2014) y de la División para el patrimonio (2014 - ). Entre sus trabajos estaba la supervisión de la Sección del Tratado del Patrimonio Cultural, estando a cargo de tres Convenciones internacionales: La Convención de 1954, para la Protección de los Bienes Culturales en Caso de Conflicto Armado; la Convención de 1970, sobre las medidas que deben adoptarse para prohibir y prevenir la importación, exportación y transferencia de propiedad ilícitas de bienes culturales y la Convención del 2001, sobre la protección del patrimonio subacuático. 
Desde septiembre del 2015, es la Directora del Centro del Patrimonio Mundial de la Unesco, en París.

## Publicaciones
Mechtild Rössler ha desarrollado investigaciones pioneras sobres las relaciones entre la geografía en el nacionalsocialismo entre 1933 y 1945. En sus investigaciones se interroga sobre la instrumentalización de una ciencia del espacio (Raumforschung) para la planificación del régimen nazi y sobre las responsabilidades de los geógrafos. También ha realizado una importante cantidad de publicaciones sobre el patrimonio cultural y natural, interesándose especialmente por los paisajes culturales. Mechtild Rössler es coautora de 13 libros y más de 100 artículos.

### Libros
- Cameron, Christina et Rössler, Mechtild. La Convention du patrimoine mondial: la vision des pionniers, traduit par Robert Laliberté, Montréal, 2017 (Politique mondiale). ISBN : 978-2-7606-3762-7.
- Cameron, Christina, and Mechtild Rössler. Many voices, one vision: the early years of the World Heritage Convention, Farnham, Surrey ; Burlington, VT, 2013 (Heritage, culture and identity). K3791.A41972 C36 2013. ISBN : 978-1-4094-3765-9.
- Mitchell, Nora, Rössler, Mechtild and Tricaud, Pierre-Marie. World Heritage Cultural Landscapes: A Handbook for Conservation and Management, 2009. ISBN : 978-92-3-104146-4.
- Robic, Marie-Claire, Briend, Anne-Marie and Rössler, Mechtild. Geographers and the World, 1996. ISBN : 978-2-7384-4573-5.
- Rössler, Mechtild, Schleiermacher, Sabine und Tollmien, Cordula. Der « Generalplan Ost », 1993. ISBN : 978-3-05-002445-5.
- Rössler, Mechtild. « Wissenschaft und Lebensraum »: geographische Ostforschung im Nationalsozialismus: ein Beitrag zur Disziplingeschichte der Geographie, Berlín, 1990 (Hamburger Beiträge zur Wissenschaftsgeschichte, no Bd. 8). DJK12 .R67 1990. ISBN : 978-3-496-00394-6.
- Ossenbrügge, Jürgen, Ratter, Beate M. W., , Rössler, Mechtild., Inseln im Kopf, 1989.
- Fahlbusch, Michael, Mechthild Rössler, and Dominik Siegrist. Geographie und Nationalsozialismus: 3 Fallstudien zur Institution Geographie im Deutschen Reich und der Schweiz. Gesamthochschulbibliothek, 1989. Rössler, Mechtild. Die Geographie an der Universität Freiburg 1933-1945: ein Beitrag zur Wissenschaftsgeschichte des Faches im Dritten Reiches. Diss. Verlag nicht ermittelbar, 1983.

### Artículos
- Rössler, Mechtild. "Recent Decisions of the World Heritage Committee in Support of Reconstruction." Round Table on “From Conservation to Reconstruction: How World Heritage is Changing Theory and Practice.” Canada Research Chair on Built Heritage, Université de Montréal, Montreal, Canada, March(2016): 9-11.
- Rössler, Mechtild. "World Heritage Cultural Landscapes: 1992–2012." Conserving Cultural Landscapes. Routledge, 2014. 47-64.
- Rössler, Mechtild. "World Heritage and Sustainable Development: The Case of Cultural Landscapes." World heritage and cultural diversity (2010): 196.
- Rössler, Mechtild. "Kulturlandschaften im Rahmen der UNESCO-Welterbekonvention." Deutsche UNESCO-Kommission, Luxemburgische UNESCO-Kommission, Österreichische UNESCO-Kommission & Schweizerische UNESCO-Kommission (Hrsg.)(2009): Welterbe-Manual. Handbuch zur Umsetzung der Welterbekonvention in Deutschland, Luxemburg, Österreich und der Schweiz. Bonn(2009): 113-119.
- Rössler, Mechtild. "Applying authenticity to cultural landscapes." APT bulletin 39.2-3 (2008).
- Rössler, Mechtild. "World heritage cultural landscapes: a UNESCO flagship programme 1992–2006." Landscape Research 31.4 (2006): 333-353.
- Rössler, Mechthild. "World heritage cultural landscapes: a global perspective." The Protected Landscape Approach: Linking Nature, Culture and Community. J. Brown, N. Mitchell and M. Beresford,(ed). The World Conservation Union (IUCN) (2005).
- Rössler, Mechtild. "Managing World Heritage cultural landscapes and sacred sites." World Heritage Papers 13 (2003): 45-48.
- Rössler, Mechtild. "Welterbe Kulturlandschaft." Event Landschaft (2003): 138-153.
- Rössler, Mechtild. "Geography and area planning under National Socialism." GERMAN HISTORICAL PERSPECTIVES 13 (2002): 59-78.
- Rössler, Mechthild. "Verbindung von Natur und Kultur: 30 Jahre Unesco-Welterbekonvention." Natur und Kultur: ambivalente Dimensionen unseres Erbes (2002): 27-29.
- Rössler, Mechtild. "UNESCO world heritage centre background document on UNESCO world heritage cultural landscapes." prepared for the FAO Workshop and Steering Committee Meeting of the GIAHS (Globally Important Ingenious Agricultural Heritage Systems) project, Rome. 2002.
- Rössler, Mechtild. "Linking nature and culture, 30 years UNESCO World Heritage Convention." Nature and culture: ambivalent dimensions of our heritage. Change of perspective. 2002. p-27.
- Rössler, Mechtild. "Linking nature and culture: World Heritage cultural landscapes." Cultural landscapes: The challenges of conservation (2002): 10.
- Rössler, Mechtild. "World heritage cultural landscapes." The George Wright Forum. Vol. 17. No. 1. George Wright Society, 2000.
- Rössler, Mechtild. "Cultural landscapes in the framework of the Convention concerning the Protection of the World Cultural and Natural Heritage (World Heritage Convention, 1972)." Monument-site-cultural landscape exemplified by the wachau. 1999. p-25.
- Rössler, Mechtild. "The implementation of the World Heritage cultural landscape categories." La Convention du patrimoine mondial et les paysages culturels en Afrique. 1999.
- Rössler, Mechtild. "Los paisajes culturales y la convención del patrimonio mundial cultural y natural: resultados de reuniones temáticas previas en Mújica Barreda, Elías." Paisajes culturales en los Andes: memoria narrativa, casos de estudio, conclusiones y recomendaciones de la Reunión de expertos, Arequipa y Chiva, Perú, mayo de 1998, Lima: Unesco (2002): 47-55.
- Rössler, Mechtild. "Landscapes in the framework of the World Heritage Convention and other UNESCO instruments and programmes." Cultural Landscapes and Nature Conservation in Northern Eurasia. Naturschutzbund Deutschland, AIDEnvironment & The Nature Conservation Bureau, Bonn(1998): 24-32.
- Rössler, Mechtild. "From the Ladies’ program to the feminist session." Robic Marie-Claire, Briend Anne-Marie, Rössler Mechtild (dir.) (1996): 259-267.
- Rössler, Mechtild. "Neue Perspektiven für den Schutz von Kulturlandschaften. Kultur und Natur im Rahmen der Welterbekonvention." Geographische Rundschau 47.6 (1995): 333-347.
- Rössler, Mechtild. "UNESCO and cultural landscape protection." Cultural Landscapes of Universal Value: components of a global strategy. 1995. p-42.
- Rössler, Mechtild. "Cultural landscapes, itineraries and canals for the World Heritage list." ICOMOS and Ministry of Culture, Spain (Eds), Routes as a part of our culture heritage (1994): 59-70.
- German Federal Republic: "Creating a society with a spatial order under National Socialism." Science, technology and national socialism (1994): 126-38.
- Rössler, Mechtild. "Tongariro: first cultural landscape on the World Heritage List." The World Heritage Newsletter 4 (1994): 15.
- Rössler, Mechthild. "Konrad Meyer und der “Generalplan Ost” in der Beurteilung der Nürnberger Prozesse." Der “Generalplan Ost”. Hauptlinien der nationalsozialistischen Planungs-und Vernichtungspolitik, Berlin (1993): 356-367.
- Rössler, Mechtild. "Secret Nazi plans for Eastern Europe: Geography and spatial planning in the third Reich." Treballs de la Societat Catalana de Geografia (1993): 203-210.
- Rössler, Mechtild. "Los Planes Secretos de los Nazis sobre Europa Oriental, Documents DAnalisi Geografica, 23, 75-85." (1993).
- Rössler, Mechtild. "DER ANDERE DISKURS ZU RAUM UND GESCHICHTE: WECHSELBEZIEHUNGEN ZWISCHEN „ECOLE DES ANNALES “UND FRÜHER DEUTSCHER SOZIALGEOGRAPHIE 1920–1950." Geographische Zeitschrift (1991): 153-167.
- Rössler, Mechtild. " Wissenschaft und Lebensraum": geographische Ostforschung im Nationalsozialismus: ein Beitrag zur Disziplingeschichte der Geographie. Vol. 8. D. Reimer, 1990.
- Roessler, Mechthild. "Frauenforschung in der Geographie." Frauen (t) riumc in der Gcographic. Bciträge zur fcministischcn Gcographic, hrsg. von Stcphanic Bock c1 al.(Reihe: Urbs et regio, Heft 52). Kassel (1989): 45-72.
- Rössler, Mechtild. "Die Institutionalisierung einer neuen „Wissenschaft “im Nationalsozialismus: Raumforschung und Raumordnung 1935–1945." Geographische Zeitschrift (1987): 177-194.
- Rössler, Mechthild. "Blut und Boden—Volk und Raum —Thesen zur Geographie im Nationalsozialismus." 23. Deutscher Soziologentag 1986. VS Verlag für Sozialwissenschaften, 1987. 741-744.
- Rössler, Mechtild. "Partners in site management. A shift in focus: heritage and community involvement." Community Development through World Heritage; Albert, MT, Richon, M., Vnals, MJ, Witcomb, A., Eds (1973): 27-31.

### Artículos en colaboración
- Cameron, Christina, and Mechtild Rössler. "The shift towards conservation: early history of the 1972 world heritage convention and global heritage conservation." Understanding Heritage. Perspectives in Heritage Studies (2013): 69-76.
- Cameron, Christina, and Mechtild Rössler. "World Heritage and indigenous peoples: the evolution of an important relationship." World Heritage 62 (2012): 44-49.
- Ringbeck, Birgitta, and Mechtild Rössler. "Between international obligations and local politics: the case of the Dresden Elbe Valley under the 1972 World Heritage Convention." Informationen zur Raumentwicklung 3.4 (2011): 205-212.
- Mitchell, Nora, Mechtild Rössler, and Pierre-Marie Tricaud. "Paysages culturels du patrimoine mondial: guide pratique de conservation et de gestion." Cahiers du patrimoine mondial 26 (2011).
- Mitchell, Nora, Mechtild Rossler, and Pierre-Marie Tricaud. World Heritage paper№ 26. World Heritage Cultural Landscapes. A hand book for conservation and management. 4/2/UNESCO/Cult/09/E, 2009.
- Rössler, Mechtild, and Nora Mitchell. "Linkages in the Landscape/Seascape: Landscape Linkages Beyond Boundaries." World Heritage at the Vth IUCN World Parks Congress. World Heritage Reports. No. 16. 2005.
- Sandner, Gerhard, and Mechtild Rössler. Schriftenverzeichnis und Nachlass von Siegfried Passarge. Univ. Hamburg, Inst. für Geographie, 1998.
- Von Droste, Bernd, Mechtild Rössler, and Sarah Titchen. "Linking nature and culture." Report of the Global Strategy Natural and Cultural Heritage Expert Meeting, Amsterdam. 1998.
- Rössler, Mechtild, and Sabine Schleiermacher. Himmlers Imperium auf dem" Dach der Erde": Asien-Expeditionen im Nationalsozialismus. na, 1997.
- Robic, Marie-Claire, and Mechtild Rössler. "Sirens within the IGU-an analysis of the role of women at International Geographical Congresses (1871-1996)." Cybergeo: European Journal of Geography (1996).
- Orland, Barbara, and Mechtild Rössler. Women in Science–Gender and Science Ansätze feministischer Naturwissenschaftskritik im Überblick. na, 1995.
- Plachter, Harald, and Mechtild Rössler. "Cultural landscapes: Reconnecting culture and nature." (1995): 15-18.
- Droste, Bernd von, Harald Plachter, and Mechtild Rössler. Cultural landscapes of universal value. Gustav Fischer in cooperation with UNESCO, 1995.
- Sandner, Gerhard, and Mechtild Rössler. "Geography and empire in Germany, 1871–1945." Geography and empire (1994): 115-127.
- Rössler, Mechtild, and Sabine Schleiermacher. "Der ‘Generalplan Ost’ – Hauptlinien der nationalsozialistischen Planungs-und Vernichtungspolitik, Berlin 1993." Burleigh, Michael: Die Stunde der Experten, S: 346-349.
- Fahlbusch, Michael, Mechtild Rössler, and Dominik Siegrist. "Conservatism, ideology and geography in Germany 1920–1950." Political Geography Quarterly 8.4 (1989): 353-367.
- Rössler, Mechtild, and Pierre Riquet. "GÉOGRAPHIE ET NATIONAL-SOCIALISME: Remarques sur le processus de reconstruction d'une relation problématique." L'Espace géographique (1988): 5-12.